# 性的嗜好
性的嗜好（せいてきしこう、英語: sexual preference）は、人間の性的行動において、何に性的に惹かれるのかという好みのことで、個人の自発的な選択を示唆する表現となる用語。現在はあまり使用が推奨されない用語となっている。
異性愛・同性愛・両性愛・無性愛などを示したい場合は、性的嗜好ではなく性的指向という用語が適切である。

## 概説
かつては「性的嗜好（sexual preference）」という用語が心理学でも使われていた。しかし、個人の自発的な選択を示唆すると解釈されかねず、それ自体を治すことができ、また治すべきであるという誤解を与えかねないため、「性的指向（sexual orientation）」の用語に置き換えられ、「性的嗜好（sexual preference）」は使われなくなっていった。アメリカ心理学会のスタイルガイドでは、「sexual preference（性的嗜好）」ではなく、「sexual orientation（性的指向）」が適切であると説明されている。
性的な好みの中でも、とくに社会が正常な性的行動とみなしている典型的な境界から外れているものは「キンク」と呼び、刺激を与える何かを要する執着性の高いものは「フェティシズム」と呼ばれる。また、同意能力のないあるいは同意を拒む者を対象とするか、興奮そのものが自身に著しい苦痛を与えるか、たとえ相手の同意があったとしても自身か相手に傷害・死亡に至る重大なリスクを生じさせる場合、医学的に「パラフィリア（性的倒錯）」と呼ばれる。ただし、これらの概念の明確な境界に関する整理はされていない。

## 精神医学における性的嗜好
国連のWHOが定めている精神疾患に関する分類『疾病及び関連保健問題の国際統計分類』（ICD）では以前は「性嗜好障害」という項目があった。しかし、2019年の「ICD-11」からは「性嗜好障害」という言葉を使わずに「パラフィリア症群」という言葉を用い、「フェティシズム」の用語はカテゴリから消えた。
- パラフィリア症群
  1. 露出症
  2. 窃視症
  3. 小児性愛症
  4. 強制的性サディズム症
  5. 窃触症
  6. 同意しない者を対象とする他のパラフィリア症
  7. 単独で行う、または同意する者を対象とするパラフィリア症
  8. パラフィリア症群、特定不能

この「パラフィリア症群」は以下の内容で特徴づけられる。
- 持続的かつ強烈な非典型的性的興奮パターンを有する。
- そのパターンは、同意能力のないあるいは同意を拒む者を対象とする。
- もしくは、そのパターンは、自身に著しい苦痛をあたえる。ただし、それはその興奮パターン自体によるものであり、単にその興奮パターンが他者から拒絶されること、または他者から拒絶されるのを恐れることによる二次的なものではない。
- もしくは、そのパターンは、たとえ相手の同意があったとしても自身か相手に傷害・死亡に至る重大なリスクを生じさせる。